# Alopoglossus festae
Alopoglossus festae — вид ящірок родини Alopoglossidae. Мешкає в Колумбії і Еквадорі. Вид названий на честь італійського натураліста Енріко Феста.

## Поширення і екологія
Alopoglossus festae мешкають на південному заході Колумбії (на південь від Вальє-дель-Кауки) та на заході Еквадору (на південь до північно-західного Асуая). Вони живуть у вологих тропічних лісах в низовинах та в передгір'ях, трапляються на тінистих бананових і кавових плантаціях. Зустрічаються на висоті від 10 до 2000 м над рівнем моря. Відкладають яйця.